# Băieți de cartier
Băieți de cartier este albumul de debut al trupei La Familia, La Familia o trupă înființată la începutul lui 1996 de către Dragoș „Puya” Gârdescu și Tudor Sișu, cel din urmă folosindu-și numele de familie Sișu, cei doi activând în trupe precum IL-egal (Sișu) alături de C-Nik și Dani din 1994 până în 1996, aceștia fiind vecini de bloc, și Ghetto Birds (Puya) acesta făcând parte din trupă din 1995 până în 1996 alături de Buze, în acea perioadă fiind realizate primele variante la piesele În afara legii și Singur contra lumii, tot în 1996, Puya a apărut pentru prima dată oficial pe albumul Născut și crescut în Pantelimon al celor de la B.U.G. Mafia pe piesele Până când moartea ne va despărți alături de Iuliana „July” Petrache, și Ucigași în serie alături de Trăgaci de la Gangsta Clique, Baxter și Freaka Da Disk de la Morometzii în acea perioadă  și tot în același an existând 2 piese ale trupei IL-egal apărute pe compilația Marphă Strict Hip-Hop vol.1, acestea fiind Sifon 955 în colaborare cu La Familia și Onny și Petrecere în sud în colaborare cu La Familia. În mai 1997 este lansată compilația Pace cartierului unde nume precum Delikt, B.U.G. Mafia, Da Hood Justice, IL-egal sau Diabolic, La Familia apar cu piesele Din nou în libertate și Cu fruntea sus. Albumul conține 20 de track-uri (intro, 10 piese, 7 interludii și outro, bonus o piesă intitulată Cu fruntea sus). Invitații de pe material sunt următorii: Don Baxter (doar Baxter la acea vreme) pe piesa Ce mai contează, pe Funk intro, pe interludiile Dincolo de poarta închisorii și Radio sud stil, acesta mai realizând și scratch-urile de pe piesa Noapte-n Sălăjan, Uzzi de la B.U.G. Mafia pe piesele În afara legii și Degeaba te întrebi, Delikt pe piesa Ce mai contează, Brugner fiind prezent și pe interludiul Cu băieții, Tataee de la B.U.G. Mafia (Mr. Juice la acea vreme) pe piesa ce dă numele albumului Băieți de cartier, July tot pe piesa Băieți de cartier, Irina tot pe piesa Băieți de cartier și Femeia mea, vocea acesteia fiind folosită și pe fundalul pieselor În afara legii, Singur contra lumii, Cu fruntea sus și O zi obișnuită, IL-egal pe piesa Noapte-n Sălăjan, pe interludiul Doar o curvă, Giovanni apărând ca voce adițională pe piesa Degeaba te întrebi, Onny pe piesa Din nou în libertate și Energy pe piesele Din nou în libertate și Femeia mea. Muzica întregului material este realizată de La Familia, exceptând piesele Băieți de cartier și Singur contra lumii, instrumentalele acestora fiind realizate de La Familia și Mr. Juice și Din nou în libertate, la negativul acestei piese contribuind și Uzzi alături de Mr. Juice și La Familia. Înregistrările au fost efectuate în studioul „Claxon”, avându-l ca inginer de sunet pe Gabi Mitran, acesta semnând și părțile de chitară bas, cele de chitară fiind interpretate de Cristi Andrei. Coperta este realizată de Horia Ologu Guja. Albumul a fost lansat pe data de 16 august 1997, prin „Cat Music” / „Media Services”, editat doar pe casetă nebeneficiind de nici un videoclip, acesta a fost vândut în aproximativ 10.000 de exemplare în toată țara.

## Ordinea pieselor pe disc
Tracklist
| Fața A |                                                      |                         |                                                 |         |  |
| Nr.    | Titlu                                                | Autor(i)                | Text                                            | Lungime |  |
| 1.     | „Funk intro”                                         | La Familia              | Baxter, Puya și Sișu                            | 1:37    |  |
| 2.     | „În afara legii” (feat. Uzzi)                        | La Familia              | Puya                                            | 3:08    |  |
| 3.     | „Cu băieții” (Interlude)                             |                         |                                                 | 0:52    |  |
| 4.     | „Ce mai contează” (feat. Delikt și Baxter)           | La Familia              | Puya, King X (Brugner), Vexxatu' Vexx și Baxter | 2:56    |  |
| 5.     | „Doar o curvă” (Interlude)                           |                         |                                                 | 0:39    |  |
| 6.     | „Degeaba te întrebi” (feat. Uzzi)                    | La Familia              | Puya și Uzzi                                    | 3:32    |  |
| 7.     | „6:6” (Interlude)                                    |                         |                                                 | 1:13    |  |
| 8.     | „Băieți de cartier” (feat. Mr. Juice, July și Irina) | La Familia și Mr. Juice | Puya și Mr. Juice                               | 3:39    |  |
| 9.     | „Singur contra lumii”                                | La Familia și Mr. Juice | Puya și Sișu                                    | 4:13    |  |
| 10.    | „Cu fruntea sus” (Bonus track)                       | La Familia              | Puya                                            | 4:28    |  |

| Fața B          |                                               |                               |                         |         |  |
| Nr.             | Titlu                                         | Autor(i)                      | Text                    | Lungime |  |
| 11.             | „Borfașii nu bat la ușă” (Interlude)          |                               |                         | 1:15    |  |
| 12.             | „Noapte-n Sălăjan” (feat. IL-egal)            | La Familia                    | Puya, Giovanni și C-Nik | 4:20    |  |
| 13.             | „Dincolo de poarta închisorii” (Interlude)    |                               |                         | 1:09    |  |
| 14.             | „Din nou în libertate” (feat. Onny și Energy) | La Familia, Mr. Juice și Uzzi | Puya și Sișu            | 3:23    |  |
| 15.             | „Prima oră a dimineții” (Interlude)           |                               |                         | 1:10    |  |
| 16.             | „O zi obișnuită”                              | La Familia                    | Sișu și Puya            | 3:16    |  |
| 17.             | „Radio sud stil” (Interlude)                  |                               |                         | 1:17    |  |
| 18.             | „Banii fac pământul să se învărtă”            | La Familia                    | Puya                    | 4:13    |  |
| 19.             | „Femeia mea” (feat. Energy și Irina)          | La Familia                    | Puya și Sișu            | 4:04    |  |
| 20.             | „Pentru băieții noștri” (Outro)               | La Familia                    | Puya                    | 1:24    |  |
| Lungime totală: | Lungime totală:                               | Lungime totală:               | Lungime totală:         | 51:50   |  |